# Střední bikolština
Střední bikolština (bikolsky Bikol Sentral, též Bikol Naga nebo zkráceně je Bikol) je jeden z jazyků národa Bikolů, žijícího v regionu Bikol na jihu filipínského ostrova Luzon. Krom regionu Bikol menší počet mluvčích žije i v ostatních částech Filipín. Počet mluvčích je podle odhadu Ethnologue z roku 1990 2, 5 milionu, co do počtu rodilých mluvčích je to tedy šestý nejrozšířenější jazyk na Filipínách.
Střední bikolština se zapisuje latinkou, před španělskou kolonizací Filipín se nicméně pro zápis používalo písmo Basahan.
V roce 2007 byla spuštěna Wikipedie ve střední bikolštině.

## Ukázka jazyka
Článek 1 Všeobecné deklarace lidských práv ve střední bikolštině:
| „ | An gabos na tawo ipinangaking may katalinkasan asin parantay sa dignidad asin derechos. Sinda gabos tinawan nin pag-isip asin conciencia kaya dapat na makipag-iriba sa lambang saro bilang mga magturugang. | “ |

Český překlad:
| „ | Všichni lidé rodí se svobodní a sobě rovní co do důstojnosti a práv. Jsou nadáni rozumem a svědomím a mají spolu jednat v duchu bratrství. | “ |